# Guo Linyao
Guo Linyao (国林耀S; 10 marzo 1972) è un ex ginnasta cinese.

## Palmarès

### Olimpiadi
- 2 medaglie:
  - 1 argento (Barcellona 1992 nel concorso a squadre)
  - 1 bronzo (Barcellona 1992 nelle parallele)

### Mondiali
- 1 medaglia:
  - 1 argento (Indianapolis 1991 nel concorso a squadre)